# Bitwa pod Pallene
Bitwa pod Pallene – starcie zbrojne rozegrane jesienią 546 roku p.n.e. między wojskami Pizystrata a Ateńczykami. Zakończyło się zwycięstwem Pizystrata, doprowadziło do zajęcia przez niego Akropolu i ponownego zaprowadzenia swojej tyranii w tej poleis, która utrzymała się aż do jego śmierci około r. 528/527 .

## Tło historyczne

### Kariera Pizystrata przed bitwą i plany zamachu stanu
Pizystrat przed bitwą pod Pallene dwukrotnie był już ateńskim tyranem. Pierwszy raz władzę objął w roku 561, kiedy jako archont–polemarch zjawił się ranny na agorze (wcześniej sam miał zranić siebie i swoje muły), po czym wyznał przed Zgromadzeniem, że właśnie zbiegł swoim politycznym przeciwnikom. Lud ateński uchwalił przyznanie mu straży przybocznej, którą przyszły tyran sformułował ze swoich sojuszników, a którą nazywano „noszącymi pałki” (korynephoroi). Wówczas opanował Akropol po raz pierwszy. Następnie jego przeciwnicy – arystokraci z równiny pod wodzą Likurga, głowy rodu Eteobutadów, oraz ludzie z wybrzeża dowodzeni przez Megaklesa, głowę Alkmeonidów – połączyli się, aby go wygnać, lecz wtedy poróżnili się ze sobą i Megakles wsparł Pizystrata w powrocie do władzy. Potem tyran rządził kilka miesięcy, aż do początku roku 555, kiedy to zbiegł, być może obawiając się interwencji Spartan, których wojska (dowodzone przez króla Anaksandridasa i efora Chilona) znajdowały się wówczas na Istmie, obaliwszy uprzednio tyranię Ajschinesa w Sykionie .
Opuszczając Ateny, Pizystrat zabrał ze sobą wszystko, co posiadał, po czym osiedlił się na ziemiach między Macedonią a Tracją – początkowo w Rhajkelos, które sam założył, potem zaś u stóp góry Pangajon. Tam eksploatował miejscowe zasoby drewna i srebra, dzięki czemu zgromadził wielki majątek i był w stanie kupić sobie stronników politycznych, a także zaciągać najemników i budować okręty i statki transportowe niezbędne do zrealizowania jego planów powrotu do władzy .

#### Zasoby Pizystrata
Pizystrat otrzymywał od zaprzyjaźnionych państw pieniądze na realizację swych planów – zwłaszcza od skrajnej oligarchii tebańskiej oraz Eretrii. Najął 1000 żołnierzy w Argos, gdzie miał powiązanie dzięki małżeństwu, a dostał też pieniądze i żołnierzy od Lygdamisa, awanturnika z Naksos, którego potem uczynił tyranem tamże. Gdy wylądował w Maratonie, przyłączyli się do niego jego stronnicy z miasta i wiosek . 

#### Data ataku na Ateny
To, że atak Pizystrata i bitwa pod Pallene miały miejsce jesienią roku 546, nie było dziełem przypadku. Wtedy to bowiem sprzymierzone z nim Argos pochłaniało całkowicie uwagę wrogiej wszystkim tyranom Sparty (miała miejsce bitwa między tymi poleis, której stawką była supremacja na Peloponezie), a podbój Lidii przez Persję przyczyniał się do niepewności jutra. Ta niepewna sytuacja w świecie egejskim wydawała się idealną okazją na zbrojne zdobycie władzy i – jak się potem okazało – została wykorzystana przez Pizystrata w sposób bezbłędny .

### Konsekwencje bitwy
Po zwycięstwie pod Pallene Pizystrat zajął Akropol, rozbroił lud, wziął na zakładników synów pierwszych rodzin i ostatecznie utwierdził swą tyranię, która trwała aż do jego śmierci ok. roku 528/527 .